# Det Stockholmske Blodbad
Det Stockholmske Blodbad fandt sted 7.-10. november 1520 efter den danske kong Christian 2.s kroning som konge af Sverige. Kongen lod henrette mere end 82 medlemmer af den svenske adel, gejstlighed og borgerstand. De var hovedsageligt støtter af det svensk-nationale parti (Sture-partiet) med Sten Sture i spidsen. Dødsdommene blev afsagt ved en kirkelig skueproces. Det var muligvis ridder Claus Bille og Søren Norby, der stod for arrestationerne.

## Forhistorie
Der er for få eller ingen kildehenvisninger i dette afsnit, hvilket er et problem. Du kan hjælpe ved at angive troværdige kilder til de påstande, som fremføres.

Blodbadet var en konsekvens af den konflikt, der havde udspillet sig mellem på den ene side en lille gruppe svenske gejstlige og danske adelige, der gik ind for Kalmarunionen, og på den anden side den svenske adel og gejstlighed, som krævede svensk uafhængighed af Danmark. Unionsfolkene i Sverige var ledet af ærkebiskop Gustav Trolle. Anti-unionsfolkene var ledet af den svenske regent Sten Sture (den yngre). Sten Sture blev regent i 1512 ved et kup, hvor netop Gustav Trolles far, Erik Trolle, blev afsat. Den daværende unionsmonark, Kong Hans, havde accepteret det, blot Sten Sture lovede at bevare unionen med Danmark. Danmark mistede allerede her fodfæste i Sverige, da den svenske regent skiftede fra unionsvenlig til unionsfjendtlig. Både Sten Sture, kong Hans og prins Christian var klar over, at en krig nærmede sig. Kong Hans døde i 1513, hvorefter prins Christian blev valgt til konge.
I 1515 kom Gustav Trolle og Sten Sture op at skændes om, hvorvidt Trolle var allieret med Danmark. Det førte til at han i 1517 både blev frataget sit embede som ærkebiskop af Sverige og al sin ejendom. Trolle valgte herefter at forskanse sig på sit slot for at undgå yderligere handlinger imod sig; det resulterede i at Sten Sture ledte en hær af unionsmodstandere af primært fattige bønder udstyret med våben mod Gustav Trolles slot. Sveriges anti-unions-adel støttede det og underskrev et dokument om deres deltagelse i angrebet på Gustav Trolle. Det gjorde de for at undgå, at enkelte personer senere blev retsforfulgt som hovedmænd. Christian 2. anså dette angreb som et oprør mod både unionen og kirken, og bad med held pave Leo 10. om tilladelse til at angribe Sten Sture (og dermed Sverige) for at slå oprøret ned, formentlig med den begrundelse at kirkens ejendom var under angreb. Christian 2. forsøgte først at komme til undsætning under belejringen af Gustav Trolles slot. Den danske konge led dog nederlag og var tvunget til at trække sig tilbage. Umiddelbart efter faldt slottets forsvar, hvorefter slottet blev revet ned til grunden og Gustav Trolle selv blev kastet i fængsel. I 1518 forsøgte Christian 2. endnu engang at angribe Sten Sture for at genvinde kontrol over Sverige, men led igen nederlag – ved Brännkyrka, syd for Stockholm.
I sommeren 1519 bad pave Leo 10. ærkebisp Birger i Lund, der var Sveriges primas, om at lyse Herr Sten og dem som fulgte ham mod Gustav i band, og hele riget i interdikt, men de svenske agtede sådant band og interdikt for intet. Olaus Petri
Et tredje angreb blev indledt i 1520 med franske, tyske og skotske lejesoldater under ledelse af Otto Krumpen. De danske styrker mødte de svenske ved slaget på Åsundens is. Sten Sture blev dødeligt såret af en rikochetterende kanonkugle, og den utrænede bondehær faldt hurtigt fra hinanden. Christian 2.s hær marcherede uden yderligere modstand mod Uppsala, hvor det svenske rigsråd befandt sig. Forhandlinger blev straks indledt og en aftale blev vedtaget af kongen og begge landes rigsråd d. 31. marts. Efter den ville Christian 2. blive hyldet som arvekonge til Sverige, blot han garanterede fuld amnesti til alle involverede og lovede at regere Sverige efter landets hidtidige love. I Stockholm holdt Sten Stures enke, Kristina Gyldenstjerne, dog stand, og først seks måneder, et nederlag og en sejr senere overgav hun Stockholm mod garanti for den tidligere amnesti.

## Blodbadet
Den 4. november blev Christian 2. kronet til konge af Sverige i Stockholm storkirke af den genindsatte ærkebiskop Gustav Trolle. Tre dages banket fulgte.
Hele Sveriges adel og gejstlighed samt fornemme borgere fra Stockholm inviteredes til en privat forsamling den 7. november på Stockholm Slot. Om aftenen træder ærkebiskop Gustav Trolle frem og alle portene til slottet låses, hvorefter han anklager 18 navngivne personer for 'åbenbart kætteri' og for deres angreb på hans slot, ejendomme og ham selv, og han kræver, at de skyldige skal stilles for en domstol. Kongens tidligere løfte om amnesti er ikke gyldigt i denne situation, da løfter over for kættere ikke skal holdes, som dekreteret af pave Gregor IX i 1235. Et fortilfælde var Konsilet i Konstanz i 1415, hvor Jan Hus blev brændt på bålet trods et frit lejde fra kejser Sigismund. Kongens svar er, at han er nødt til at støtte Gustav Trolles anklager for at undgå konsekvenser fra Paven.
Ved daggry d. 8. november føres de anklagede bort af danske soldater. Sten Stures enke er blandt de inviterede ved forsamlingen og fremlægger dokumentet, hvori Sveriges rigsråd, biskopperne, repæsentanter for Berglslagen og bønderne enes om at afsætte ærkebiskoppen og nedrive hans borg Stáket. Dermed har de alle pådraget sig fælles ansvar for handlingerne mod Gustav Trolle, og således kan de 18 ikke alene holdes ansvarlige. Håbet er, at de 18 vil blive sat fri, da det er utænkeligt at anklage det meste af den svenske adel og gejstlighed. Og Sveriges rigsråd havde tidligere afsat en biskop uden voldsomme repressalier. Dokumentet virker modsat. Meningen var givetvis at bevise afsættelsens legitimitet.
Den 8. november bliver der nedsat en kommission af 14 gejstlige, med 7 magistre og 4 doktorer, til at vurdere anklagen om 'åbenbart kætteri'. 4 biskopper er med i kommission: Gustav Trolle, Jens Andersen Beldenak af Odense, Otto af Västerås og Hans Brask af Linköping. Kommissionen konkluderer at da Herr Sten og hans tilhængere gennem flere år har været i kirkens højeste band, ikke agtet derpå men trådt op mod pavens bud 'kan vi ikke finde andet, efter den hellige kirkes, kejsers og svenskes rette lov, end det jo er åbenbart kætteri', hvilket der kun findes dødsstraf for. Til middag bliver de dømte ført ud på Stortorvet, hvorefter bisp Mattias Gregersson af Strängnäs bliver halshugget som den første. Mattias havde modtaget den døende Sten Sture i Stråangnäs og opsøgt Gustav Trolle med rigsforstanderens opfordring til forlig. Han havde også gennemført en våbenhvile med den danske hær, den 6. marts 1520, og var den første til at anerkende Christian som Sveriges konge. Han forhandlede, på Christians vegne, med Steen Stures enke i Stockholm, og overtalte borgere og bønder til at anerkende Christian. Arild Huitfeldt skriver, at der var ingen af de svenske der gjorde så meget for Christian som han.
Den anden, der bliver henrettet, er bisp Vincentius af Skara. Han er af nederlandsk afstamning og har altid tilhørt unionspartiet. Han har været ivrig fredsmægler på vegne af Erik og Gustav Trolle. Den tredje til at blive henrettet er rigsmarsken Erik Abrahamsson Leijonhufvud. Efter Sten Stures død var han gået over til Christian, og havde ligesom Mattias været en ivrig forhandler på Christians vegne. I et brev af 20. februar 1520 skriver den danske hærledelse til Christian, at rigsmarsk Erik Abrahamsson og biskop Mattias af Strängäs har været så virksomme for kongen som de kunne. Det er et åbent spørgsmål, hvorfor de første 3 der henrettes, var Christian II's mest solide støtter i Sverige. Erik Ryning havde også hjulpet med til fredsslutningen, men blev alligevel henrettet. Hvad de enkelte havde foretaget sig under krigen lader til at have været underordnet ønsket om totalt at udslette det Unions-kritiske Stureparti og Sten Stures familie
Henrettelserne fortsætter resten af dagen og den næste med. Adelige og gejstlige bliver henrettet med sværd, borgerlige med økse og borgere ved hængning. Det anslås, at over 80 mister livet, deriblandt to biskopper, 14 adelige, tre borgmestre, 14 rådsmænd og 20 borgere. Sten Stures enke og en række af de henrettede adeliges enker bliver sejlet til Danmark som gidsler. I  Arkiveret 6. maj 2022 hos  Wayback Machine1918 dukkede endnu en kilde op. Olaus Magnus' beskrivelse af henrettelserne, som optegner over 120 døde. Blandt andet alle Sten Stures tjenestefolk.

## De henrettede
Listen nedenfor er ordnet efter stand: Først de to biskopper, derefter 14 adelige, tre borgmestre, 14 rådmænd og øvrige borgere af Stockholm:
1. Mattias Gregersson, biskop i Strängnäs,
2. Biskop Vincentius, biskop i Skara,
3. Erik Abrahamsson (Leijonhufvud), rigsråd,
4. Erik Knutsson (Tre Rosor), høvedsmand på Kalmar slot,
5. Erik Johansson (Vasa), ridder og rigsråd,
6. Erik Ryning, ridder,
7. Bengt Persson Gylta, rigsråd og væbner,
8. Joakim Brahe, rigsråd,
9. Kristiern Bengtsson (Oxenstierna), ridder og rigsråd,
10. Anders Ruth, rådmand,
11. Anders Karlsson, rådmand,
12. Olof Hansson, rådmand, borger fra Köpmannagatan i Stockholm,
13. Hans Vävare, købmand,
14. Lars Hass, tilskuer, som begyndte at græde under henrettelserne, blev øjeblikkeligt henrettet sammen med de andre,
15. Lambrect, barber (barberede en kunde da han blev slæbt ud på torvet og henrettet),
16. Erik Johansson, bonde fra Rydbo (på Gustav Vasas fars ejendom),
17. Erik Kuse, slotsfoged i Stockholm.
18. Erik Nilsson, Sten Stures svoger,
19. Eskil Nilsson, Sten Stures svoger.

Henrettet senere
- Hemming Gadh halshugget i Finland,
- Nils Eskilsson Banér, rigsråd, Sten Stures hustru Kristinas morbror
- Sven Hök henrettet i Vadstena,
- Peder Smed henrettet i Vadstena,
- Peder Ribbing henrettet i Jönköping,
- Lindorm Ribbing henrettet i Jönköping,
- Ribbings to sønner, otte og fem år gamle.

## Efterspil
I januar 1521 – to måneder efter Det Stockholmske Blodbad – opstod et nyt oprør i Dalarna mod Christian 2. denne gang ledet af Gustav Vasa, søn af Erik Johansson, der var blandt de henrettede. Ligeledes rejste bønderne i Småland sig mod det fremmede voldsvælde. Christian 2. var på rejse i Holland og stillede intet op mod oprøret. Da han vendte hjem til Danmark var Sverige atter tabt. I 1523 kronede svenskerne Gustav Vasa til konge af Sverige, og dermed ophørte Kalmarunionen. De næste 300 år lå Danmark og Sverige i krig med hinanden ikke mindre end ni gange hver gang med erobring eller hævn for øje.

## Trykte kilder
- Lars Ericson Wolke: Stockholms blodbad, 2006, ISBN 9151843803
- Lars-Olof Larsson: Kalmarunionens tid, 2003, ISBN 9151842173
- Lauritz Weibull: Nordisk historia. Forskningar och undersökningar. Del III. Från Erik den helige till Karl XII, 1949, ISBN 9968047465
- Wikisource: Stockholms blodbad Arkiveret 5. februar 2012 hos  Wayback Machine (svensk) samling af kilder til begivenhederne
- Petri Olai: Svenska Krönika, utgifne af G.E. Klemming, Stockholm 1860 (Google Books)
- Arild Huitfeldt: Historiske Beskriffuelse/ om Hues sig haffuer tildragit under Kong Christiern den Anden, Matz Vingaard, Kjøbenhaffn, 1596, genoptrykt i fotolitografi, Rosenkilde og Bagger, København 1976.